# Николаи, Павел Николаевич
Барон Па́вел Никола́евич Никола́и (нем. Paul Ernst Georg Freiherr von Nicolay; 14 (26) июля 1860 — 6 октября 1919) — российский религиозный и общественный деятель, основатель Русского христианского студенческого движения, пастор евангелическо-лютеранской церкви, член Российского библейского общества, один из организаторов Русского евангельского союза.

## Биография

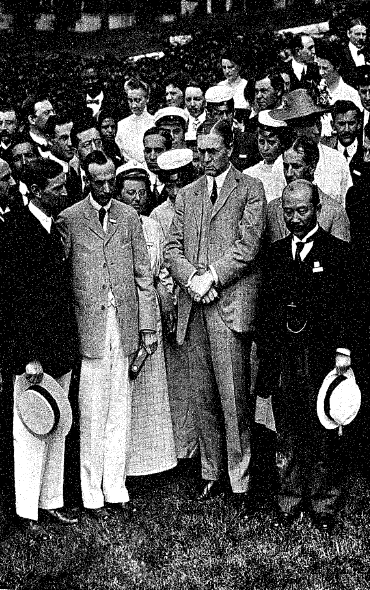
Павел Николаи и Джон Мотт (генеральный секретарь Всемирного христианского союза студентов) на конференции ВХСС на озере Мохонк в США, 1913 г.

Родился 14 (26) июля 1860 года в аристократической семье немецкого происхождения, дипломата Николая Павловича Николаи. Правнук президента Петербургской Академии наук Людвига Генриха (Андрея Львовича) Николаи.
С 1873 по 1880 годы учился в гимназии при Санкт-Петербургском историко-филологическом институте. В 1884 году окончил юридический факультет Императорского Санкт-Петербургского университета со степенью кандидата прав и поступил на службу в 1-й Департамент Сената. В 1889 году перешёл в Государственную канцелярию.
Ради христианского служения отказался от брака и оставил службу в Государственном совете Российской империи, став одним из организаторов и руководителей духовно-просветительного общества «Маяк» (1899) и основателем Русского Студенческого христианского движения.
В 1907 году анонимно выпустил в Санкт-Петербурге «Пособие при изучении Евангелия от Марка», ставшее единственным на тот момент в русской литературе пособием для коллективного изучения библейского текста для широкого круга людей. Оно выдержало три переиздания (через 15 лет после смерти П. Н. Николаи, в 1934 году, его друг и ученик В. Ф. Марцинковский продолжил дело учителя, написав «Пособие при изучении Евангелия от Иоанна»).
Активно занимался проповеднической деятельностью на территории России. В 1906—1909 годах году участвовал в создании Русского евангельского союза.
По словам В. Ф. Марцинковского, Николаи «был выдающимся проповедником, притом, что так редко бывает, проповедником для интеллигенции, для студенчества. Он был незаурядный стилист. Он владел простым и ясным языком Библии, его библейские этюды „Моисей“, „Иаков“, „Закхей“, „Самарянка“ и др. — представляют собой классические примеры религиозной речи, где нет лишних слов, нет пряностей, все ясно, сжато, выразительно» Архивная копия от 29 сентября 2007 на Wayback Machine.
Скончался 6 октября 1919 года от последствий паратифа в семейном имении Монрепо в Выборге. С его смертью в 1919 году оборвалась мужская ветвь рода баронов Николаи.

## Сочинения
- Пособие при изучении Евангелия от Марка. — СПб., 1907. — 150 с (анонимно)
- Может ли современный, образованный, мыслящий человек верить в Божество Иисуса Христа? — Прага, 1923. 55 с (под псевдонимом П. Н.) (Репринт — Dillenburg: GBV, [б/г]. — 55 с.).